# باجرة (بهمئي غرمسيري الشمالي)
باجرة (بالفارسية: باجره) هي قرية تقع في إيران في قسم بهمئي غرمسیري الشمالي الريفي. يقدر عدد سكانها بـ 101 نسمة بحسب إحصاء 2016.